# Ингвар Амбьорнсен
Ингвар Амбьорнсен (на норвежки: Ingvar Ambjørnsen) е продуктивен норвежки писател на произведения в жанра драма, криминален и приключенски роман, сатира и детска литература.

## Биография и творчество
Ингвар Евер Амбьорнсен е роден на 20 май 1956 г. в Тьонсберг, Норвегия. Израства в Ларвик. Семейството му обича литературата и той мечтае да бъде писател. Отпада след първата година на университета и завършва едногодишно типографско обучение в професионалното училище в Ларвик. След това работи в индустрията и психиатричните институции, като едновременно пише.
Пише първия си ръкопис още 19-годишен, който първоначално е приет, но след това получава отказ. Първият му роман „Pepsikyss“ е публикуван през 1976 г. в контракултурното списание „Trollskrift“.
За свой истински дебют писателят счита полуавтобиографичния си роман „23-salen“ (23-тия ред) от 1981 г., в който критикува усилията на Норвегия да се грижи за психически увредени хора. Произведенията му често засягат темата за аутсайдерите. Прави пробив с романа си „Hvite niggere“ (Бели негри), който е за млад мъж водещ живот на границите на нормалното общество, сред наркотици и неполитизиран бунт.
Става много известен с книгите от поредицата си „Елинг“ (1993-1999). Поредицата проследява живота на главния герой Елинг, който преживява много труден период в живота си, попада в психиатрична клитика, сприятелява се и става неразделен с друг пациент, Хел Бярне, а после двамата се опитват да се включат в реалния социален живот. Третата книга от поредицата „Кръвни братя“ е екранизиран в номинирания за „Оскар“ за най-добър чуждестранен филм „Елинг“ с участието на Пър Кристиан Елефсен и Свен Нордин. Критиката нарича Елинг норвежкия Форест Гъмп.
Известен е и с младежката книжна поредица „Пеле и Профен“, която се фокусира върху двама детективи, които се занимават с всякакви загадки или престъпления, свързани с наркотици, замърсяване и неонацизъм. Тя е екранизирана в няколко филма.
Удостоен е с множество литературни награди – награда за младежка литература, наградата „Табу“, наградата „Брейг“, наградата на Теленор, и др. През 2009 г. е обявен за почетен гражданин на Ларвик.
Женен е за преводачката Габриеле Хефс.
Ингвар Амбьорнсен живее от 1985 г. със семейството си в Хамбург.

## Произведения

### Самостоятелни романи
- Pepsikyss (1976)
- 23-salen (1981)
- Sarons ham (1982)
- Den siste revejakta (1983)
Последният коз, изд. „Роборид“ (2013), прев. Георги Илиев
- Galgenfrist (1984)
- Stalins øyne (1985)
Очите на Сталин, изд.: ИК „Персей“, София (2009), прев. Зорница Савчева
- Hvite niggere (1986)
- Heksenes kors (1987)
- San Sebastian Blues (1989)
- Den mekaniske kvinnen (1990)
- Det gyldne vakuum (1992)
- Dukken i taket (2001)
- Innocentia Park (2004)
- En lang natt på jorden (2007)
- Opp Oridongo (2009)
- Natten drømmer om dagen (2012)
- Ut av ilden (2014)

### Серия „Елинг“ (Elling)
1. Utsikt til paradiset (1993)
2. Fugledansen (1995) – награда „Браге“
Птичи танц, изд.: ИК „Персей“, София (2005), прев. Анюта Качева
3. Brødre i blodet (1996)
Кръвни братя, изд.: ИК „Персей“, София (2005), прев. Анюта Качева
4. Elsk meg i morgen (1999)

### Серия „Пеле и Профен“ (Pelle og Proffen)
1. Kjempene faller (1987)
2. Døden på Oslo S (1988)
Смърт на гара Осло, изд. „Ласка“ (1995), прев. Варвара Станчева
3. Giftige løgner (1989)
4. Sannhet til salgs (1990)
5. De blå ulvene (1991)
6. Flammer i snø (1992)
7. Etter orkanen (1993)
8. Hevnen fra himmelen (1994)
9. Storbyens stemme (1994)

### Серия „Самсон и Роберто“ (Samson og Roberto)
1. Arven etter Rin-Tin-Tei (1998)
2. Krakilske kamerater (1999)
3. Pater Pietros hemmelighet (2000)

### Серия „Приключението на Филип Моберг“ (Fillip Mobergs eventyr)
1. Drapene i Barkvik (2005)
2. De levende og de døde (2006)

### Сборници
- Jesus står i porten (1988)
- Sorte mor (1994)
- Natt til mørk morgen (1997)
- Dronningen sover (2000)
- Delvis til stede (2003)
- Djevelens fødselsdag (2006)
- Den Røde Kjolen (1998)

### Екранизации
- 1990 Døden på Oslo S
- 1992 Giftige løgner
- 1993 De blå ulvene
- 2001 Елинг, Elling – по „Brødre i blodet“
- 2001 Øyenstikker – по романа и разказа „Natt Til Mørk Morgen“
- 2003 Mors Elling
- 2005 Elsk meg i morgen
- 2008 Den siste revejakta
- 2015 Hevn